# Bikini (eiland)
Bikini is het grootste en meest oostelijke eiland van het Bikini-atol, dat tot de Marshalleilanden behoort. Het eiland meet ongeveer 4 kilometer in lengte. Op een twaalftal kilometer naar het noordwesten ligt Aomen, in die richting het dichtstbijzijnde eiland. Net ten zuiden van Bikini ligt Bokonfuaaku.
Er werden op het eiland gedurende de Koude Oorlog door de overheid van de Verenigde Staten vierentwintig atoomproeven uitgevoerd.